# Jon Frum

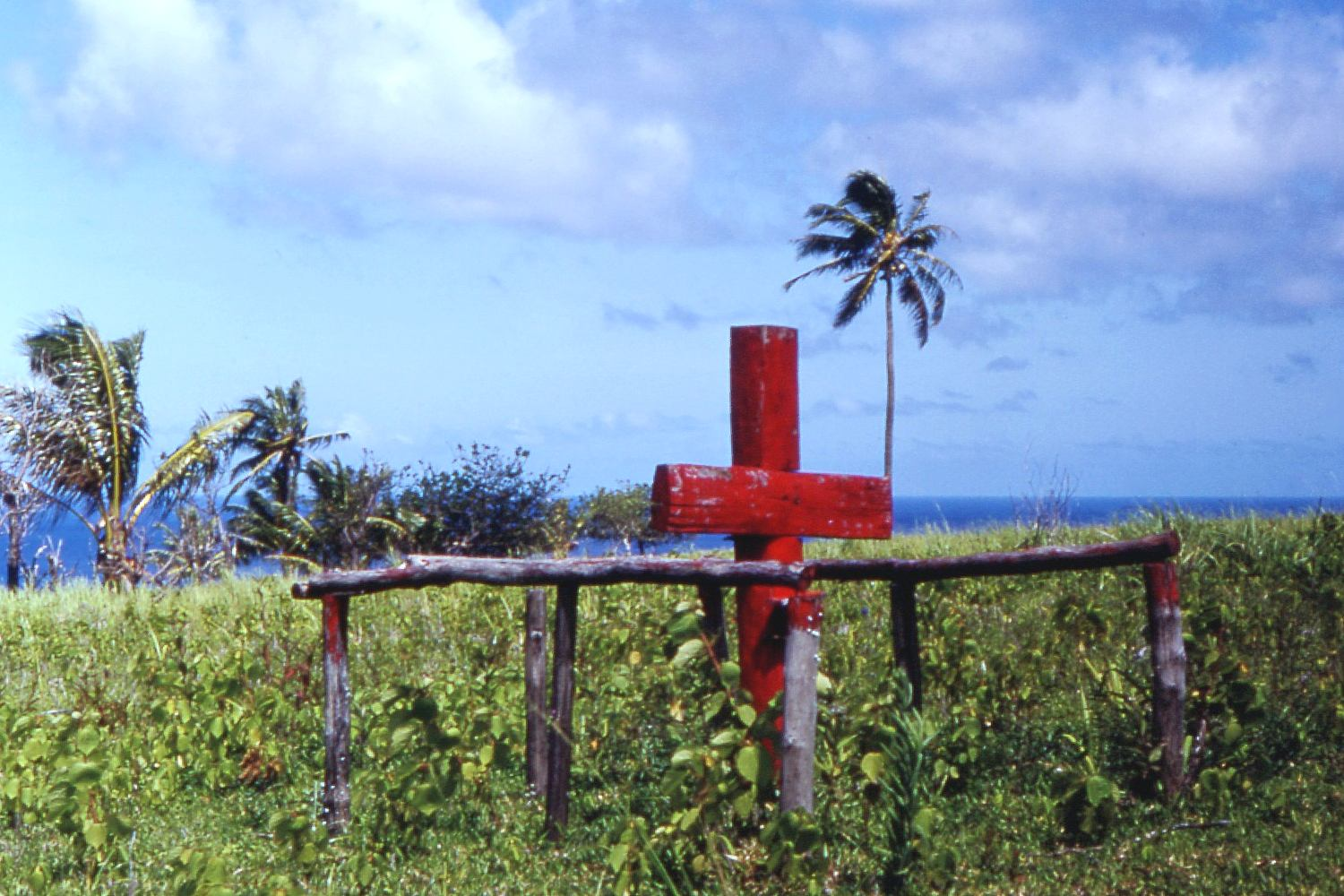
Croce cerimoniale, simbolo del culto del cargo di John Frum, Isola di Tanna, 1967

Jon Frum (noto anche come John Frum o John From) è la figura centrale di un culto del cargo diffuso sull'isola di Tanna, nello stato oceaniano di Vanuatu.

## Storia
Tale movimento religioso sorse tra gli anni trenta e quaranta del Novecento, quando Vanuatu era un condominio anglo-francese con il nome di "Nuove Ebridi". Le circostanze della nascita di tale culto sono poco note. Non è chiaro se esso sia sorto spontaneamente tra gli abitanti di Tanna o sia stato creato ad opera di un singolo predicatore.
La stessa figura di Jon Frum risulta essere avvolta nel mistero. È noto come tale culto cominciò a svilupparsi con l'arrivo di circa 300.000 soldati statunitensi nelle Nuove Ebridi, incaricati di difendere l'arcipelago da una possibile invasione giapponese. Jon Frum è infatti descritto come un soldato americano della seconda guerra mondiale, a volte ritenuto un uomo di colore, a volte un bianco.
Non si hanno però notizie storiche circa l'esistenza di un militare americano chiamato Jon (o, più correttamente, John) Frum. Del resto, il cognome Frum è molto raro nel mondo anglofono, per cui si ritiene esso possa essere la corruzione di cognomi come "Frumm", "Frumme" o "Fromme", piuttosto comuni tra le famiglie tedesche ed ebraiche.
Secondo un'altra interpretazione, tale nome deriverebbe da una corruzione dell'espressione "John from America" (letteralmente, "John dall'America"), che gli isolani possono aver sentito usare dalle truppe statunitensi di stanza sull'isola durante la guerra. A sostegno di tale ipotesi vi è il fatto che in un'altra zona dell'isola si è diffuso un culto analogo intitolato a un fantomatico "Tom Navy".
Si ritiene inoltre che la figura di Jon Frum possa essere stata notevolmente influenzata da una divinità-vulcano adorata localmente.

## Caratteristiche

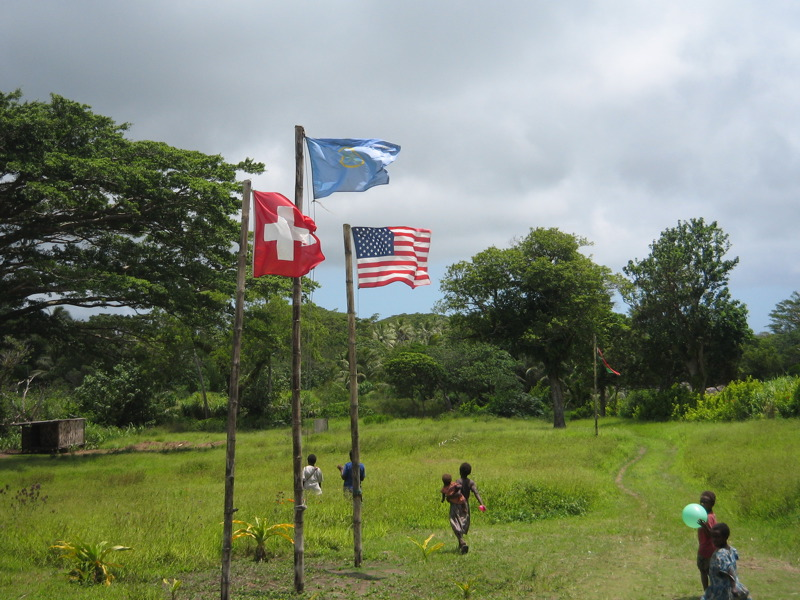
La cerimonia dell'alza-bandiera

Gli isolani furono notevolmente impressionati dalla disciplina, dal senso di appartenenza e dall'abbondanza di risorse dell'esercito americano. Una certa impressione dovette forse esercitare anche il fatto che, nelle file delle truppe statunitensi, militavano pure soldati di colore.  Ciò portò allo sviluppo della figura di Jon Frum che, secondo i fedeli, dovrebbe portare loro serenità e prosperità (anche in forma materiale, attraverso l'invio dei beni della società occidentale, com'è tipico dei culti del cargo). I seguaci di Jon Frum, in particolare, costruirono strisce segnaletiche e una torre di controllo nella speranza che arrivassero degli aerei a portare loro i cosiddetti "cargo".

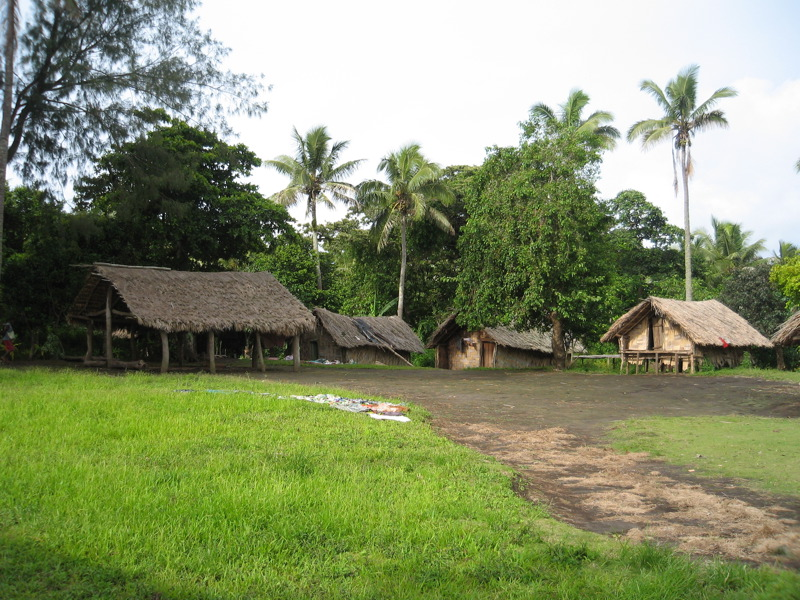
L'area dove si ritiene che Jon Frum riapparirà

Nel 1957 l'allora leader del movimento, Nakomaha, creò l'"Esercito di Tanna", un'organizzazione non violenta che organizzava parate di stampo militare, durante le quali i partecipanti sfilavano con i visi dipinti con i colori rituali, magliette bianche con la scritta T-A USA (Tanna USA Army) e con finti fucili fatti di bambù. Tale parata viene ancora celebrata il 15 febbraio di ogni anno (il John Frum Day). La data del 15 febbraio è ritenuta particolarmente importante dai seguaci, visto che si ritiene che Jon Frum ritornerà sull'isola proprio in quel giorno (l'anno non è tuttavia noto). Il simbolo religioso più diffuso tra i fedeli è una croce di colore rosso.
Un movimento simile, sviluppatosi sempre a Vanuatu, è il cosiddetto "Movimento del Principe Filippo", che ha al suo centro la figura del Principe Filippo, defunto marito della Regina Elisabetta II. Tale movimento sorse in seguito alla visita di Filippo nell'arcipelago: i suoi seguaci ritengono che Filippo sia a capo delle spedizioni di "cargo".